# Stuwdam

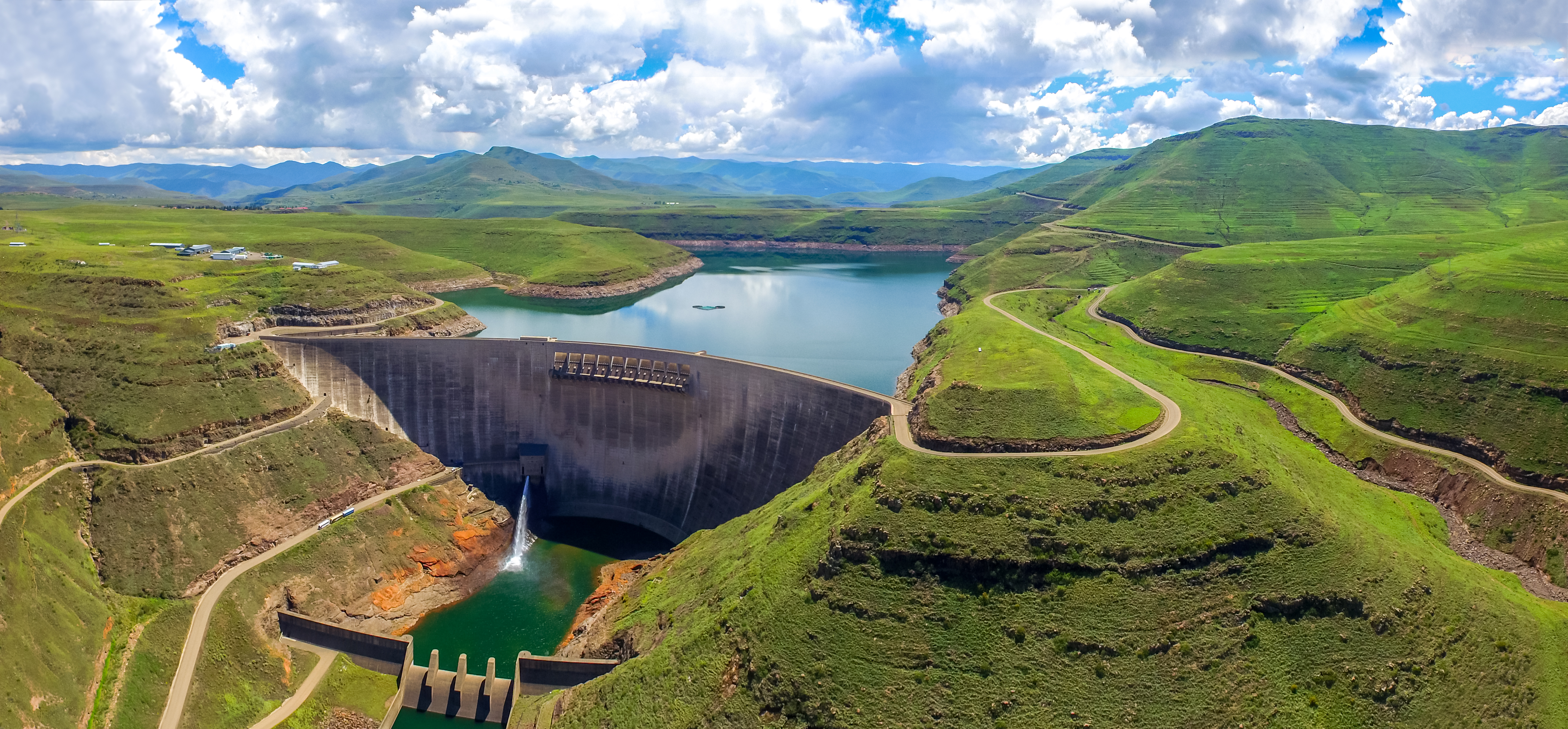
Katsedam

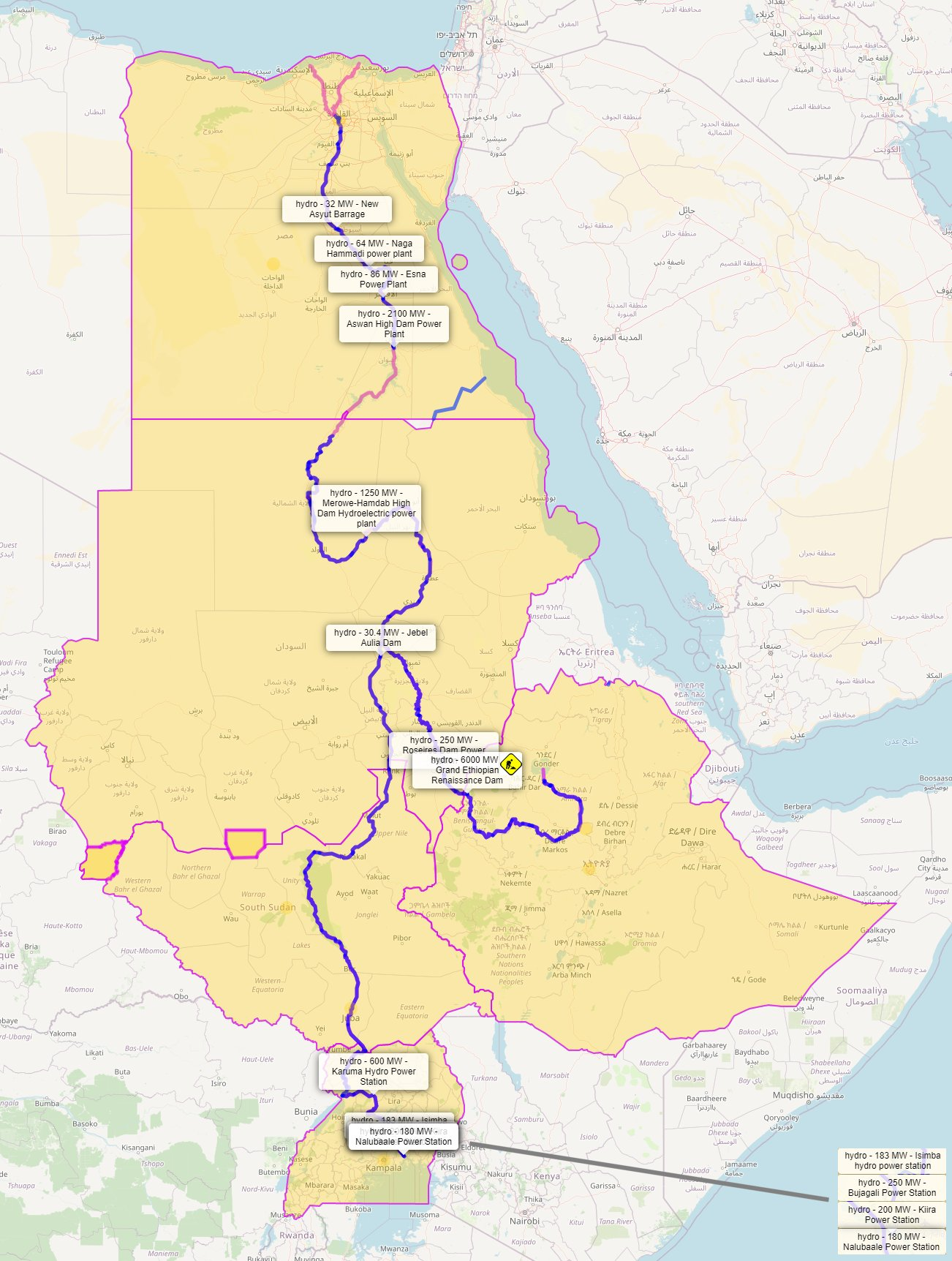
Stuwdammen in de Nijl
(incl. dam in aanbouw in Ethiopië)

Een stuwdam is een door de mens in een rivier gebouwde versperring, bedoeld  voor irrigatiedoeleinden of het opwekken van elektriciteit.

## Elektriciteit opwekken
In het waterreservoir wordt water opgeslagen. Het water heeft daardoor een energiepotentie doordat het een hoogte heeft. Het water wordt naar een turbine geleid via een smalle buis, waardoor de druk toeneemt. Het water drukt tegen de bladen van een in de buis opgenomen turbine die hierdoor draait. De turbine drijft een generator aan. Deze zet bewegingsenergie om in elektriciteit. Een transformator brengt de elektriciteit op de juiste spanning. De elektriciteit wordt vervolgens op het hoogspanningsnet gezet. Het water dat de turbine is gepasseerd stroomt gewoon verder.
Voor het berekenen van de energie die is vrijgekomen tijdens dit proces geldt deze formule:
{\displaystyle P=\eta \rho \,Qgh\!}
waarbij:
- P is het vermogen in W
- η is de efficiëntie van de turbine
- ρ is de dichtheid van water in kg per m³
- Q is het debiet in m³ per s
- g is de valversnelling
- h is het hoogteverschil tussen ingang en uitgang

## Versies

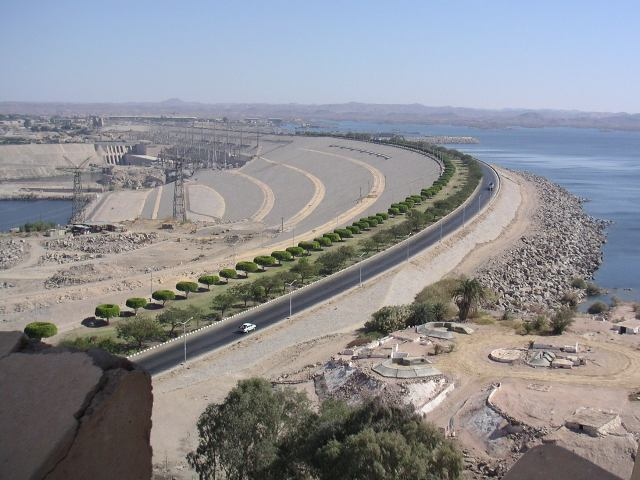
De Aswandam in Egypte is een gewichtsdam

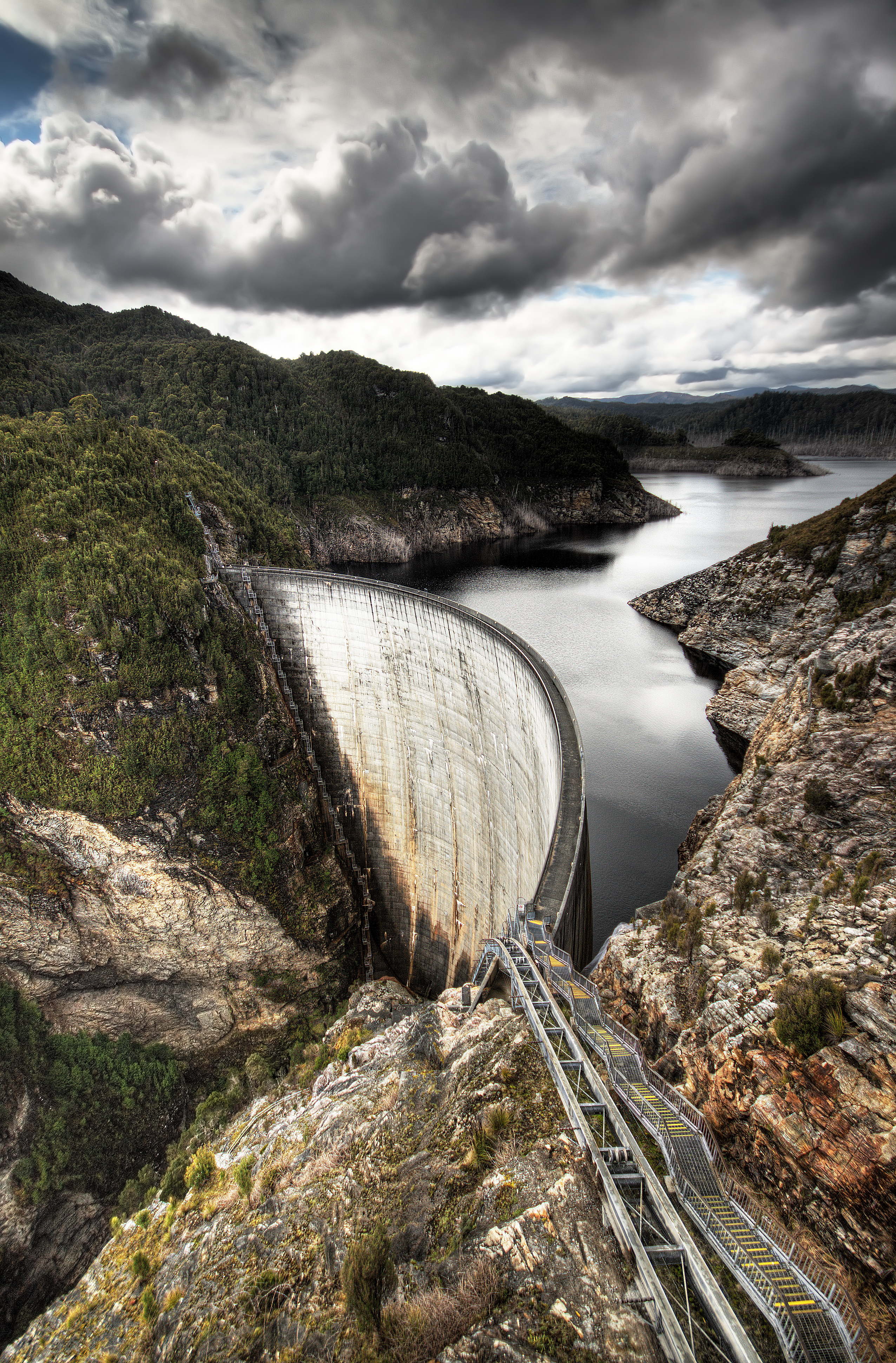
De 140 m hoge Gordonboogdam in Australië, gebouwd in 1974

Dammen zijn in twee typen te onderscheiden:
1. zwaartekrachtdam of gewichtsdam: deze dammen houden het water tegen door hun eigen gewicht. Voor deze dammen is veel materiaal nodig en vaak worden steen en zand gebruikt die op korte afstand van de bouwplaats kunnen worden gewonnen. De kern van de dam bestaat uit een niet-waterdoorlatend materiaal als klei of beton. Beide zijden van de kern worden bekleed met stenen, zand en klei. Deze dammen worden gekenmerkt door een relatief brede basis. De Norakdam is met 300 m de hoogste gewichtsdam ter wereld.
2. boogdam: deze hebben een gebogen vorm om de druk van het water te weerstaan en de spatkracht wordt door de boogvorm afgeleid naar de zijkanten. Deze dammen worden gemaakt van gewapend beton. Ze zijn vooral te vinden in bergachtig terrein of kloven waar de zijkanten stevig genoeg zijn om de spatkracht op te nemen.

## Voordelen
Door de aanleg van een dam kan men de stroming in de rivier verminderen en deze beter bevaarbaar maken, mits ook een stelsel van sluizen aangelegd wordt. Het rivierwater kan gebruikt worden voor drinkwaterproductie, voor irrigatie of voor de opwekking van waterkracht. Het ontstane stuwmeer kan biologisch gezien een aanwinst zijn door nieuwe biotopen en natuurschoon te creëren.

## Nadelen
Een deel van het boven de stuwdam gelegen droge land komt onder water te staan, met verlies van landbouwgrond of bebouwd areaal ten gevolge. Bewoners moeten worden herhuisvest, en natuur- en cultuurmonumenten verdwijnen onder water.
Daarnaast verandert de rivier van karakter; de stroom, die tot dan toe sterk seizoensgebonden fluctueerde zal meestal gelijkmatiger worden. Sediment dat wordt aangevoerd zal voor de stuwdam bezinken en het stuwmeer opvullen, en de overstromingen die het land stroomafwaarts van de stuwdam vruchtbaar hielden, blijven uit (bijv. de Aswandam in de Nijl). Vis die zich boven de plaats van de stuwdam placht voort te planten, kan de paaiplaatsen niet meer bereiken. Een goed voorbeeld is het geval van de Europese zalm, een anadrome vis die een groot deel van zijn leven in de open oceaan verblijft, maar om te paren hetzelfde bronstroompje van dezelfde rivier opzoekt waar hij ooit zelf uit het ei gekropen is. Deze levenskringloop kan danig verstoord worden door de aanwezigheid van een stuwdam. Vaak worden vistrappen ingebouwd om dit effect tegen te gaan. Als er te veel water aan het stuwmeer wordt onttrokken voor irrigatiedoeleinden kan het debiet van de rivier zoveel kleiner worden dat stroomafwaarts moeilijkheden met de watervoorziening voor irrigatie en drinkwater ontstaan. Stuwdammen geven daarom soms aanleiding tot internationale wrijving. 

## Veiligheid

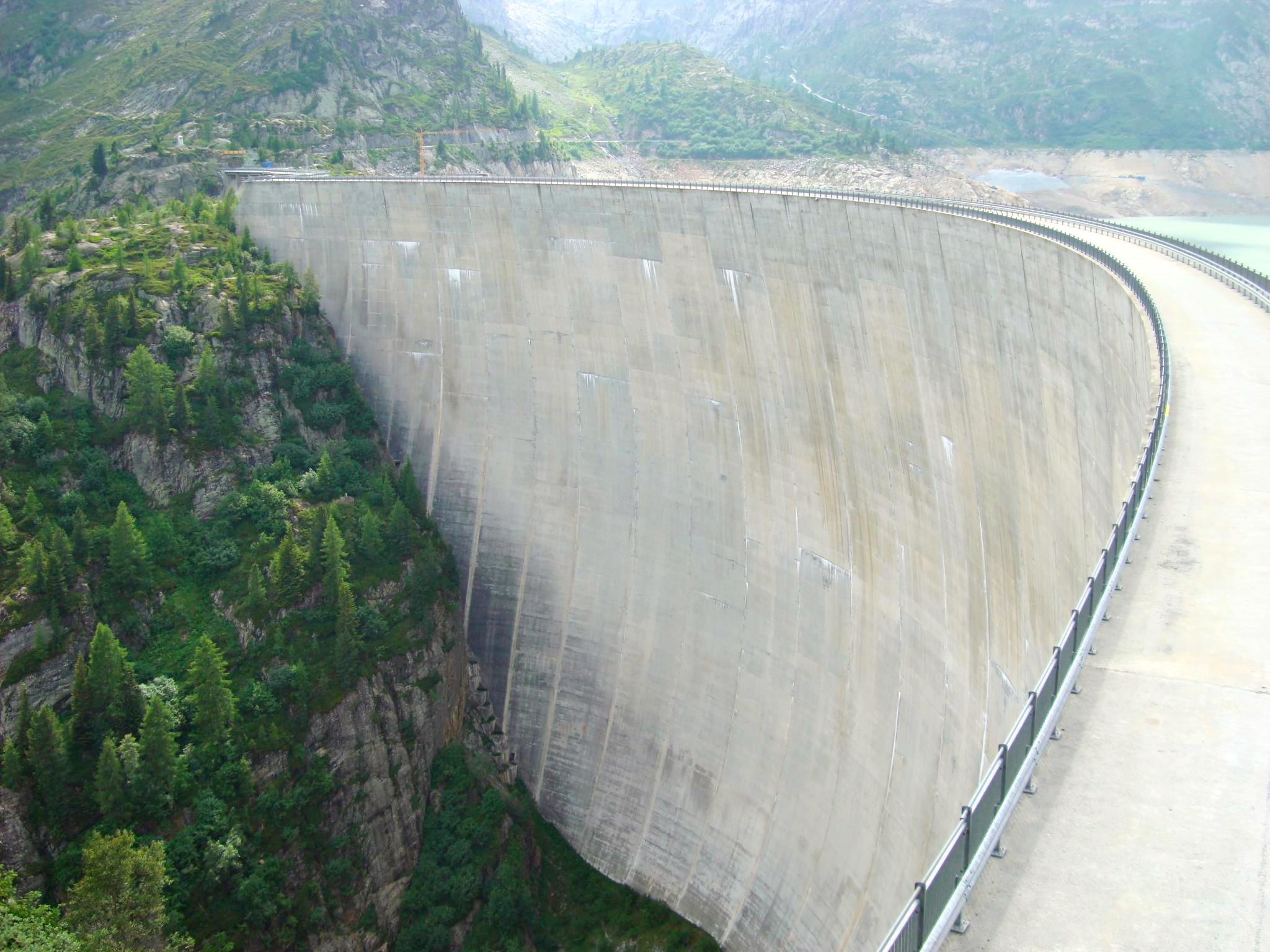
Barrage d'Emosson

Stuwdammen bewegen onder invloed van de waterdruk. Zo is van de barrage d'Emosson in Zwitserland bekend dat de top van de dam bij een vol meer ongeveer 10 cm richting het dal wordt gedrukt ten opzichte van het lege meer. De beweging van stuwdammen wordt intern al vele decennia gemeten met behulp van pendulums (slingers) en omgekeerde pendulums. Recenter worden hier ook lasers voor gebruikt. De laserbundel is gericht op spiegels op de top van de dam. Als de dam beweegt, beweegt de spiegel mee waardoor de laserstraal op een andere wijze afgebogen wordt.
Ondanks de beveiliging zijn er diverse ongelukken bekend waarbij stuwdammen braken. Het ernstigste ongeluk in Europa van de afgelopen 100 jaar betreft de Malpassetdam nabij de Franse plaats Fréjus. Deze dam brak op 2 december 1959, met 423 doden tot gevolg. In de Volksrepubliek China bezweek de Banqiaodam op 8 augustus 1975. Voor evacuatie van de bewoners was geen tijd en bij deze dambreuk kwamen zo'n 26.000 mensen om het leven.
Naast bouwkundige veiligheid vormen aardbevingen, terrorisme en militaire aanvallen een risico voor stuwdammen.

## Afbraak en verwijdering
In de Verenigde Staten zijn tussen 2012 en 2020 meer dan 1.700 stuwdammen afgebroken. Vele stuwdammen waren economisch onrendabel geworden. Anderzijds wordt ook vanuit ecologische hoek gepleit voor het herstel van rivierbeddingen en vispopulaties, zo bijvoorbeeld in de Californische Klamath-rivier.

## Lijst van enkele bekende stuwdammen
- Afobakadam in de Suriname

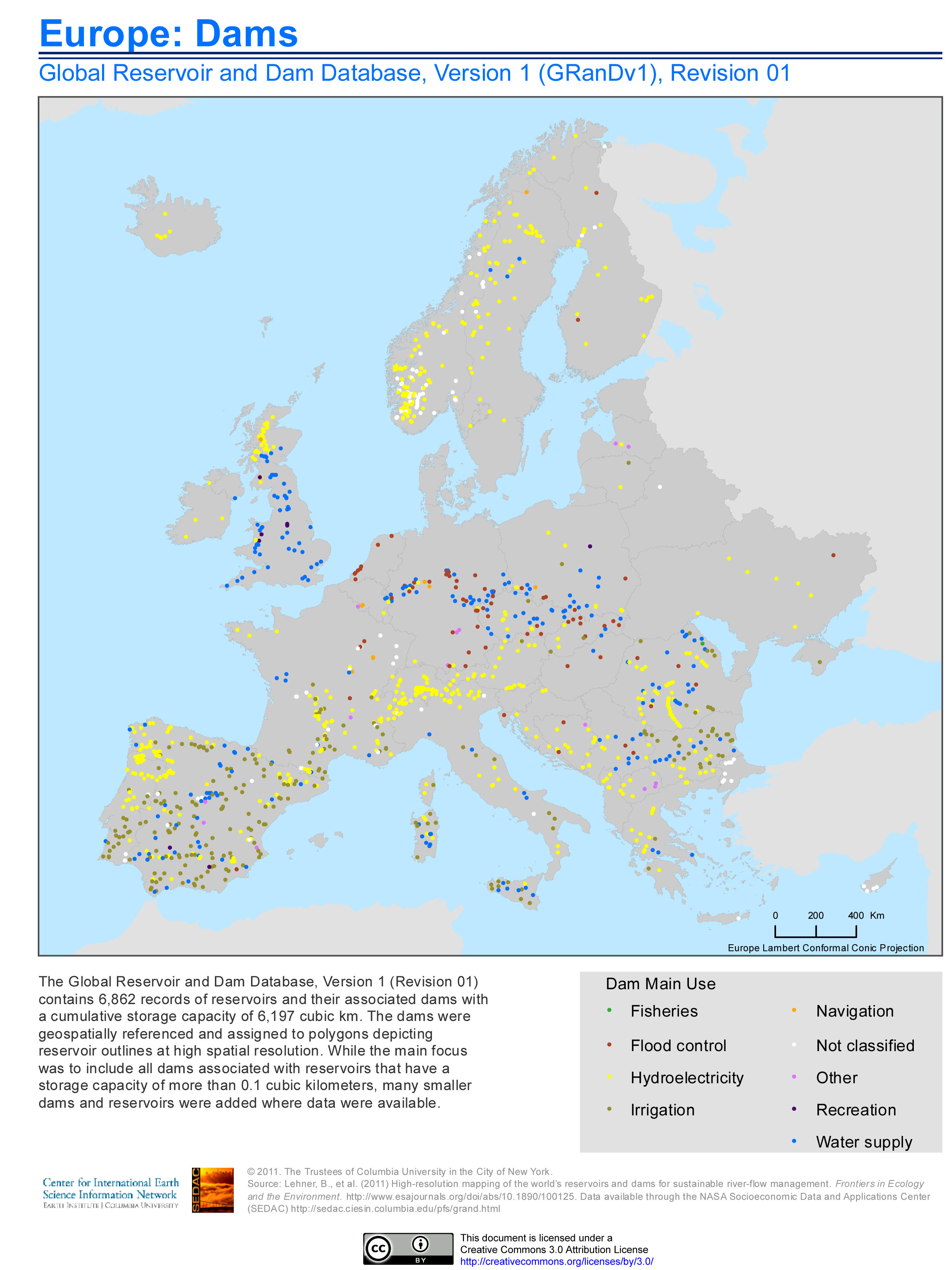
Kaart van de locaties van stuwdammen in Europa.

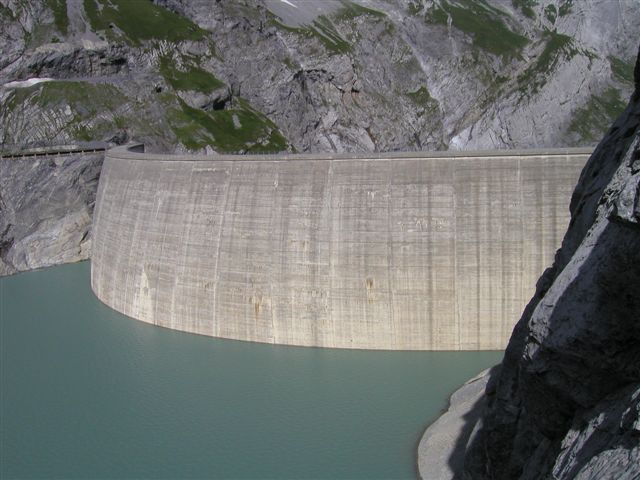
Limmern dam

- Alquevadam in de Alentejo Alquelvarivier Portugal
- Aswandam in de Nijl
- Drieklovendam in de Jangtsekiang (China)
- Itaipudam in de Paraná (Brazilië/Paraguay)
- koningin-Sirikit-Stuwdam in de Maenam Nam (Thailand)
- Our-stuwdam in de Our bij Vianden (Luxemburg)
- Sajano-Sjoesjenskaja in de Jenisej
- Djerdapdam bij de IJzeren Poort in de Donau
- Hoover Dam in de Colorado
- Gariepdam in de Oranjerivier, de grootste dam van Zuid-Afrika
- Glen Canyondam in de Colorado
- Grande Dixence-dam in Zwitserland, de hoogste stuwdam van Europa
- Norekdam in Tadzjikistan, de hoogste stuwdam van de wereld
- Derinerdam in Turkije, een van de dunste hoge dammen in de wereld
- Revelstokedam in Canada

### Stuwdammen in België
- De stuwdammen van Les lacs de l'eau d'Heure:
  - Barrage la Plate Taille
  - Barrage Feronval
  - Barrage l’Eau d'Heure
  - Barrage Ry Jaune
  - Barrage Falemprise
- De stuwdam Barrage de la Gileppe
- De Vesderstuwdam
- De stuwdam van het meer van Bütgenbach
- De stuwdam van het meer van Robertville
- De stuwdam van het meer van Nisramont
- De stuwdam van de waterkrachtcentrale van Coo-Trois-Ponts